# Gare de Nesle-la-Reposte
Pour les articles homonymes, voir Gare de Nesle.
La gare de Nesle-la-Reposte est une ancienne gare ferroviaire française de la ligne de Mézy à Romilly-sur-Seine, située sur le territoire de la commune de Nesle-la-Reposte, dans le département de la Marne, en région Grand Est.
Elle est mise en service en 1884 par la Compagnie de l'Est, avant d'être fermée en 1939 par la SNCF.

## Situation ferroviaire
Établie à 144 mètres d'altitude, la gare de Nesle-la-Reposte est située au point kilométrique (PK) 58,5 de la ligne de Mézy à Romilly-sur-Seine (à voie unique, déferrée sur la section concernée), juste après un passage à niveau (désaffecté), entre les gares fermées des Essarts - La Forestière et de Villenauxe.

## Histoire
La gare de Nesle-la-Reposte est mise en service le 25 octobre 1884 par la Compagnie des chemins de fer de l'Est lorsqu'elle ouvre à l'exploitation la ligne de Mézy à Romilly-sur-Seine.
Elle a intégré à sa création, le 1er janvier 1938, le réseau de la Société nationale des chemins de fer français (SNCF) ; cette dernière a fermé la section de ligne concernée au trafic voyageurs le 5 mai 1939.

## Patrimoine ferroviaire
Le bâtiment voyageurs a été utilisé pour le service ferroviaire jusqu'au 15 mai 1939, avec la présence d'une « préposée d'arrêt », avant d'être vidé de son mobilier en août de la même année. Il a été détruit ultérieurement.